# اولین نامه عاشقانه
اولین نامه عاشقانه (به هندی: First Love Letter) فیلمی محصول سال ۱۹۹۱ و به کارگردانی شیوا است. در این فیلم بازیگرانی همچون ویویک موشران، مانیشا کویرالا، دالیپ تاهیل، چانکی پاندی، دنی دنزونگپا، گلشن گروور، ریما لاگو، بینا بانرجی و سوشما ست ایفای نقش کرده‌اند.